# 양반 (드라마)
《양반》은 MBC에서 1975년 1월 1일부터 1975년 5월 30일까지 방영한 일일드라마이다.

## 등장 인물
- 김무생
- 김자옥
- 정애란
- 최불암
- 김상순
- 반효정
- 김윤경
- 임현식
- 국정환
- 박상조
- 남성훈
- 김지영
- 김진구